# Ортозіе
Ортозіе (грец. Ορθωσία) — супутник Юпітера, відомий також під назвою Юпітер XXXV.

## Відкриття
Відкритий 11 грудня 2001 року групою астрономів з Гавайського університету під керівництвом Скотта Шеппарда. Отримав тимчасове значення S/2001 J 9. У серпні 2003 Міжнародний астрономічний союз присвоїв супутнику офіційну назву Ортозіе в честь однієї з ор з греческої міфології.

## Орбіта
Супутник проходить повний оберт навколо Юпітера на відстані приблизно 20 720 000 км за 622,56 доби. Орбіта має ексцентриситет 0,2808. Нахил ретроградної орбіти до локальної площини Лапласа 145,9°. Знаходиться у групі Ананке.

## Фізичні характеристики
Діаметр Ортозіе приблизно 2 кілометри. Оціночна густина 2,6 г/см³. Супутник складається переважно з силікатних порід. Дуже темна поверхня має альбедо 0,04. Зоряна величина дорівнює 23,1m.